# Take a Bow (Madonna-dal)
A Take a Bow az amerikai énekesnő Madonna 1994. december 6-án megjelent második kimásolt kislemeze a Bedtime Stories című hatodik stúdióalbumáról. Ez egy középtempós popballada, melyet Madonna és Babyface írt. Az előző Erotica című album kifejezetten szexuális személyiségét követően tompítani akarta a Bedtime Stories imázsát, így új zenei irányvonallal, és rádióbarátabb hangzással kísérletezve Madonna úgy döntött, hogy együttműködik Babyface-szel, akinek más zenészekkel végzett munkája lenyűgözte az énekesnőt. A dal azután készült el, hogy meghallgatta az általa komponált zenemű alapütemét, és akkordjait.
A dalt a New York-i Hit Factory Stúdióban rögzítették egy teljes zenekar által. Ez volt az első alkalom, hogy Babyface élő zenekarral dolgozott, Madonna javaslatára. A pentaton vonósok a kínai vagy japán opera benyomását keltették a dalban. A "Take a Bow" lírailag a viszonzatlan szerelemről, és Madonna búcsújáról beszél. A dal kedvező kritikákat kapott a zenekritikusoktól, akik dicsérték a lelkes, költői szöveget. A dal hét héten keresztül vezette az amerikai Billboard Hot 100-as listát, és ezzel Madonna 11. listavezető dala lett. Megdöntötte Carole King három évtizedes rekordját, mint a legtöbb első számú dalt szerző női dalszerző. Ezt a rekordot később Mariah Carey döntötte meg. A "Take a Bow" Kanadában is az első helyezést érte el. Finnországban, és Svájcban, valamint Új-Zélandon Top 10-es helyezett volt. 1984 óta azonban ez volt az első olyan kislemeze, amelyik kimaradt az Egyesült Királyság első tíz helyezettjéből, és csupán a 16. helyen végzett.
A dalhoz készült klipet Michael Haussman rendezte, és a spanyolországi Rondában forgatták. A videó Madonnát egy spanyol torreádor (a valódi spanyol torreádor, Emilio Muñoz alakítja) elhanyagolt szeretőjeként ábrázolja, aki szerelmére vágyik. A dal elnyerte a legjobb női videó díjat, az 1995-ös MTV Video Music Awards díjkiosztón. A videó tudományos és újságírói elemzése kiterjedt a cselekményvonalra, a vallási ikonográfia használatára, a feminizmus és a behódolás témáira, és motívumaira, valamint a kortárs zenei videókra gyakorolt hatására. A Bedtime Stories népszerűsítésére Madonna néhány alkalommal elődta a dalt, köztük élőben Babyface-sz el az 1995-ös American Music Awards-on. 2016-ban a dal szerepelt a Rebel Heart Tour Madonna: Tears of a Clown című egyszeri melbourne-i koncert ázsiai és óceániai szakaszaiban.

## Előzmények és megjelenés

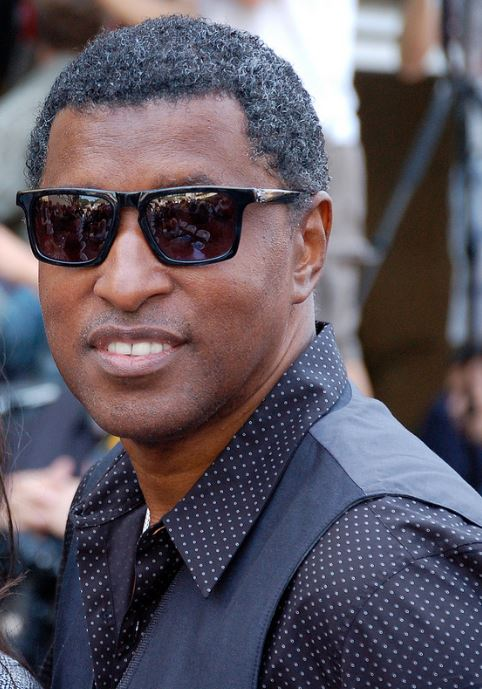
Babyface a szövegíró, és producer, közösen írták meg a "Take a Bow" című dalt.

Madonna első könyvkiadványa a Sex, az erotikus Body of Evidence című thriller megjelenése után ötödik stúdióalbuma az Erotica, valamint az 1990-es évek elején-közepén David Lettermannal készített hírhedt tv-interjúja a közvélemény reakciója volt. Madonna nyíltan szexuális imázsa a csúcson volt. Ezt tompítani akarta, így első próbálkozása az volt, hogy kiadta az "I'll Remember" című balladát, mely a With Honors című film betétdala. Zeneileg teljesen új irányba akart elmozdulni, és elkezdte felfedezni a new-jack, R&B stílusokat, egy általánosan mainstream, rádióbarát hangzással. Végül ezt a vonalat képviselte új 6. stúdióalbumán is, a "Bedtime Stories" címűn, melyet 1994 októberében adtak ki. Fred Bronson The Billboard Book of Number 1 Hits című könyvében Madonna kifejtette:

"Az volt az ötlet, hogy az énekstílusomat a hardcore hip-hop érzékenységgel szembe állítsam, és a kész termék még mindig úgy szóljon, mint egy Madonna lemez. A folyamatot azzal kezdtem, hogy találkoztam hip-hop producerekkel, akiknek a munkáját a legjobban csodáltam. Fontos volt, ha sokféle producert alkalmazok a végtermék egységesen és tematikusan egészben hangozzon".

Madonna miután leendő munkatársakat keresett, Babyface mellett döntött, akinek korábbi munkája olyan előadókkal, mint Whitney Houston, Boyz II Men, vagy Toni Braxton sikerese R&B dalokat eredményezett. Madonna kedvelte Babyface "When Can I See You" című dalát annak 3. stúdióalbumáról, a For the Cool in You (1994) címűről. Az énekesnő menedzsmentje felhívta Babyface-t, hogy egyeztessenek időpontot egy találkozóra, hátha összejön a közös munka. Miután találkoztak, mindkettőjüket meglepte a bajtársiasság, és közös dalokat akartak írni. Madonna elment Babyface házába, és pár nap múlva két dallal is előálltak. Az egyik Babyface által komponált zenemű alapján készült, de nem volt biztos a zenei irányzat. Madonna meghallgatta a szerzeményt, és megtalálta a módját hogy továbbvigye a dalt. Babyface mondta, hogy ez csak  ütem, és akkordok. "Innentől kezdve együttműködtünk, és felépítettük a dalt.... Ekkor Beverly Hillsben éltem, és létrehoztam egy kis stúdiót a házamban. Madonna odajött dalszöveget írni". Közösen megállapodtak abban, hogy a dal első sora legyen a dal címe, és megírták a "Take a Bow"-t. A szavak soha többé nem ismétlődtek meg a dalban.
A "Take a Bow" a Bedtime Stories második kislemezeként jelent meg 1994. december 6-án a "Secret" után. A Maxi-single két remixet tartalmazott. Jose F. Promis (AllMusic) szerint az első remix, az "In Da Soul" mix egy kicsit funkosabb, városiasabb (urban) hangulatot kölcsönöz a balladának, míg a második "Silky Soul Mix" melankólikusabb, mint egy csendes vihar.
2021. december 17-én Madonna megjelentette a "Take a Bow" EP-t, minden streaming és digitális kiadónál.

## Felvételek és kompozíció
A "Take a Bow"-t a New York-i The Hit Factory stúdióban rögzítették. A keverést és a mastert pedig a Sterling Sound Stúdióban készítették. Babyface felidézte, hogy ideges volt a Madonnával való felvétel miatt, mert attól tartott, hogy Madonna "perfekcionista" a stúdióban, és emiatt az egész felvétel időigényes lesz. Azonban ez volt az egyik leggyorsabb felvétel, és keverés. A dalt teljes zenekari kísérettel vették fel, és ez volt az első alkalom, hogy Babyface élő vonósokkal dolgozott. Emlékezett arra, hogy a húros hangszerek használata Madonna javaslata volt, és valójában Nelle Hooper volt az, aki ennek a hangszereléséről gondoskodott. Korábban is dolgozott velük, de számára ez új élmény volt. Hooper mellett Jessie Leavey, Craig Armstrong, és Susie Katiama is közreműködött a vonósokkal, és a vezényelt.
A "Take a Bow"-t Madonna és Babyface írta, és készítette, mely egy középtempós pop R&B soul-ballada, japán zenei hatásokkal, mint például Kyu Sakamoto 1961-es "Sukiyaki" című dala. A dal keleti pentaton vonósok hangjaival kezdődik, kínai, vagy japán opera benyomását keltve. A verssorok csökkenő akkordsorból állnak, amely a végén csavarokat tartalmaz. Madonna énekhangja a Bedtime Stories dalaira jellemző "álmos, bágyadt hangulatú". A dalszövegek a refrén alatt arról szólnak, hogy Madonna elbúcsúzott a szeretőjétől, aki természetesnek vette őt. A dalban lévő "all the world is a stage and everyone has their part" (minden világ egy színpad és mindenkinek megvan a maga része) című verse utalás William Shakespeare "As You Like It" című drámájának egy sorára: "All the world's a stage, and all the men and women mere players" (Az egész világ egy színpad, és minden férfi és nő csupán játékosok)
J. Randy Taraborrelli a Madonna: An Intimate Biography című könyvében "komor, szarkasztikus" dalnak írja le a szerzeményt, mint az egész világ színpadi dalát, a viszonzatlan szerelemről...[...] amelynek hamissága becsaphatott volna mindenkit, de nem őt". Madonna a dalban a viszonzatlan szerelmének témáját meséli el, hogy meghajoljon azért, mert nagyszerű, átlátható teljesítményt nyújtott az életben, és a szerelemben. A dalszövegben szeretője elárulása mellett erről is beszél. Madonna megpróbálja megérteni a házasságtörés okait. A dal előrehaladtával a hallgató rájön, hogy a dalszövegeken keresztül az énekesnő magáról beszélt: One lonely star and you don't know who you are". (Egy magányos csillag, és te nem tudod ki vagy) A Musicnotes.com szerint a dalnak mérsékelt kalipszos hangulata van, és 80 BPM ütemű. A kompozíció A♭-dúr hangnemben játszódik, Madonna énekhangja E♭3-tól C5-ig terjed. A "Take a Bow" egy A♭–B♭m7/E♭–A♭–F♭maj7 alapsort tartalmaz a húros hangszerek bevezetője alatt, és A♭–A♭/G♭–Fm7 szekvenciát a versekben, mint akkordmenetet.

## Kritikák
A "Take a Bow" általános elismerést kapott a kritikusoktól. Peter Calvin a The Advocate-től méltatta a dal lírai folyását, mondván "a hatás valóban szívszorító. A dal...azt mutatja, hogy Madonna...olyan, mint te és én". Stephen Thomas Erlewine (AllMusic) a dalt iszonyatosnak nevezte a Bedtime Stories legjobb dalai közé sorolva, és kijelentette, hogy "lassan bedolgozza dallamait a tudatalattiba, ahogyan a basszus lüktet". A továbbiakban elmondja, hogy "ellenszert kínál a mély, de hideg sorokkal teli erotikának". Louis Virtel a TheBacklot.com oldalról a dalt a 27. helyre sorolta a 100 legnagyobb Madonna-dal listáján, majd ezt mondta: "Madonna eddigi legsikeresebb kislemeze egy szerelmes mesterkéltségének melankolikus kizsigerelése, és reménytelen tiszta beszédével a 90-es évek balladájának egyik legszebb példája. J. D. Considine, a Baltimore Sun munkatársa azt nyilatkozta: "Az ártatlan romantikáról szóló dalnak szelíden zuhanó a dallama. Larry Flick (Billboard) kifejezetten pozitívan értékelte a dalt, és az öt legjobb "Secret" sorozat folytatásának nevezte [...] olyan tökéletes, és ennek a kislemeznek elragadó, azonnal emlékezetes dallama és kórusa van, megnyerő romantikus regényszöveggel, és énekhanggal, mely egyszerre édes és csendesen lelkes. Egy csodálatos módja annak, hogy Madonna kirúgja '95-öt.
A Bedtime Stories-ról írt 2011-es kritikájában Brett Callwood, a Detroit Metro Times munkatársa, aki "látványosnak" nevezte a dalt. Az Entertainment Weeklytől Chuck Arnold az egyik legelegánsabb, "legmadonnább" hangzású dalnak nevezte a "Take a Bow"-t, amit Madonna valaha csinált. Jude Rogers Madonna 60. születésnapja alkalmából a dalt a 38. helyre rangsorolta, és lenyűgözően filmes zenekari drágámnak nevezte. Matthew Jacobs a The Huffington Posttól a "The Definitive Ranking Of Madonna Singles" listáján a 19. helyre sorolta a dalt, és a legköltőibb balladának nevezte. Bianca Gracie (Idolator) "időtlen balladának" nevezte, hozzátéve, hogy a vonósok szárnyaló harmóniái még szelídebbé teszik Madonna komor énekének tragédiájával, mely még szebbél teszi a végeredményt. James Masterton szerint vitathatatlanul Madonna egyik legjobb felvétele hosszú idők óta. A Music & Media páneurópai magazin "elegáns balladának, a prózai altatódalok tökéletes alternatívájának" ítélte. Hozzátéve: "A bevezető összetéveszthető csengőhangokkal jól illeszkedik az évadhoz. A Music Week egyik kritikusa ötből ötre értékelte a dalt, és régimódi balladának nevezte, tele lendületes hegedű hangzással, és homályos keleti hangzásokkal. Egy természetes dal karácsonyra. John Kilgo (The Network Forty) "szexinek, és egyenesnek" nevezte a dalt. Az NME-s Alex Heedham kritikus szerint ez a dal egy bármilyen mércével mérve pompásan felépített dal. Keith Jenkins (NPR Multimeda) pozitívan értékelte a dalt, és kijelentette, hogy a dal hallgatása közben felforr a véred, és átmosódik rajtad a dal. "Lehet, hogy nem jársz a vízen, de érdemes a dalra figyelned, ha a törött üvegen sétálsz".
Enio Chiola (PopMaters) "Top 15 Madonna Singles of All Time" című saját listájára felvette a dalt, melyről azt nyilatkozta, hogy egy szelídebb Madonna dal, melyben az énekesnő bízik egy halálra ítélt kapcsolat végében, melynek zenéjét jellegzetes ázsiai hangszereléssel, és szép költői szövegekkel hangsúlyozzák, melynek során Chicola arra a következtetésre jutott, hogy Madonna gyorsan megtanulta, hogy a visszaút a közönség kollektív szívébe az volt, hogy több figyelmet szentelt a zenére, mint szexuális képének őszinteségére. Az Encyclopedia Madonnice írója Matthew Rettenmund "szentimentális balladának, showbiznisz témájú"-nak nevezte, miközben hasonlóságokat talált a The Carpenters "Superstar" című dalában. Rikky Rooksby-t a The Complete Guide to the Music of Madonna szerzőjét kevésbé nyűgözte  le a dal, és úgy érezte, hogy ez megdöbbentően normális hangzású dal, az ambient Bedtime Story után. A dal hosszát is túl hosszúnak találta, és arra következtetett, hogy semmi értelme sincs az igazi búcsú fájdalmának. Sal Cinquemani (Slant Magazine) szerint a dal szirupos és keserédes. Randy Taraborrelli a Madonna: An Intimate Biography című könyvében "melankolikus és gyönyörűen kivitelezett balladának" nevezte a dalt. James Hunter a Vibe magazintól a dalt a "New Soul" remekművének ítélte. Chris Wade a The Music of Madonna című könyv szerzője a dalt kiemelkedőnek találta az albumról. Dicsérte Madonna és Babyface hangját, miközben a zenét lenyűgözőnek nevezte. Az énekesnő legtisztább dalának nyilvánította, mely teljesen mentes volt minden trükktől, öntudattól, vagy szexuális utalásoktól, mely kecses befejezése az albumnak.

## Slágerlistás helyezések
.

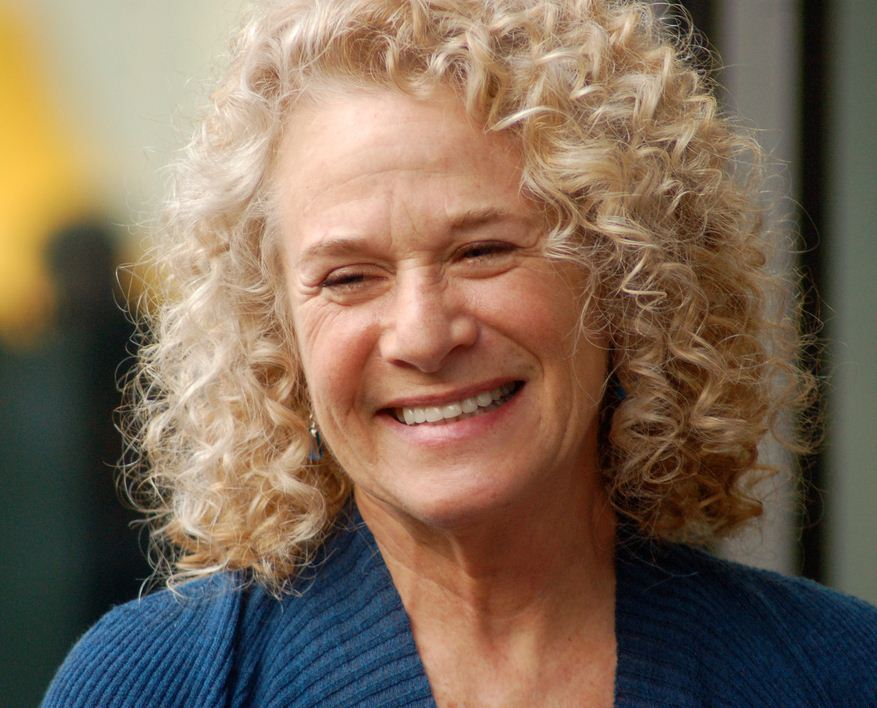
A "Take a Bow" a Billboard Hot 100 slágerlista élére kerülve lekörözte Carole Kinget, aki korábban a legtöbb első helyezésű dalt jegyezte.

A "Take a Bow" kereskedelmi sikert aratott az Egyesült Államokban, és a Billboard Hot 100-as lista élére került. Ez volt Madonna második első helyezést elért kislemeze, mióta a Billboard elkezdte használni a Nielsen SoundScan és a Nielsen BDS adatait a slágerlisták táblázatba foglalásához. Az első ilyen a This Used to Be My Playground című dal volt. A "Take a Bow" hét hétig vezette a slágerlistát, és a leghosszabb ideig tartó első helyezett volt ezen a listán. Ez volt a 11. kislemez a Billboard Hot 100-as listán, mely első helyezést ért el, és a 23. legjobb Top 5-ös helyezése. A dal első helyezett volt, és a negyedik helyre került a legtöbb első helyet elérő művészek listáján a The Beatles, Elvis Presley, illetve Michael Jackson és a The Supremes mögött. Kilenc toplistán szerzett írói érdemével Madonna a legtöbb dalt szerző női dalszerzővé vált akkoriban, megelőzve Carole Kinget, aki több mint 30 éven át birtokolta ezt a rekordot. Összesen 30 hétig szerepelt a slágerlistán a dal a Borderline című dallal holtversenyben, amely Madonna leghosszabb ideig futó dala volt a Hot 100-on. 2013-ban a Billboard a 4. helyre sorolt a Madonna's Bigest Billboard Hits listáján, ezzel a 90-es évek második legsikeresebb kislemezének nyilvánítva a Vogue után.
A "Take a Bow" az 5. első helyezettje lett az Adult Contemporary listán az Egyesült Államokban a Live to Tell, La Isla Bonita, a Cherish és az "I'll Remember" után. Kilenc hétig volt első helyezés. A dal Madonna utolsó kislemezeként is figyelemreméltó, mely az amerikai R&B Top 40-be is bekerült. Emellett a Mainstream Top 40 toplistán is élvonalban volt, valamint a Rhytmic listán a 4. helyet érte el. 1995. február 27-én a kislemezt az RIAA arany minősítéssel díjazta, és a Billboard szerint 1995 legkelendőbb kislemeze volt, az abban az évben eladott 500.000 példányszámmal. A "Take a Bo" minősítésével Madonna Janet Jacksonnal a legtöbb arany minősítésű kislemezt szerző női előadók köré sorolta. Kanadában a dal a 85. helyen debütált az RPM Singles chart listán, és 11 hét után a csúcsra jutott. Így Madonna 12. első helyezést elért kislemeze lett az országban. A dal 25 hétig szerepelt, és a harmadik helyen végzett az RPM év végi lista összesítésében. Az RPM Adult Contemporary listán is az első helyet érte el.
A "Take a Bow" a 16. helyen végzett a brit kislemezlistán, így ezzel véget ért Madonna rekordot tartó sorozata, melyben 35 egymást követő tíz kislemez szerepelt a listán, a "Like a Virgin"-től a "Secret" című dalig. Az Official Charts Company szerint a kislemezből 2008 augusztusáig 102.739 darabot adtak el az Egyesült Királyságban. "Nagy-Britannia mérgező marhahúsához és a szánalmas brit vasutakhoz hasonló szégyen lehet, hogy a szörnyű "Hanky Panky" című kislemezt olyan tömegben vásárolták meg, hogy elérte a 2. helyet" – nyilatkozta Stuart Maconie – "miközben a csodálatos "Take a Bow"-ból nem vásároltak elegendő mennyiséget, hogy csak a vacak 16. helyre sikerült jutnia". Ausztráliában a dal 1994. december 25-én debütált az ARIA kislemezlistán a 21. helyen, és végül a 15. helyen érte el a csúcsot, 17 hétig a slágerlistán tartózkodva. A dal 8. volt az olasz kislemezlistán, a 8. a svájci listán, és a 9. helyezett volt az Új-Zélandi listán, 13 hetet töltve ott.

## Videóklip

### Előzmények és megjelenés
.

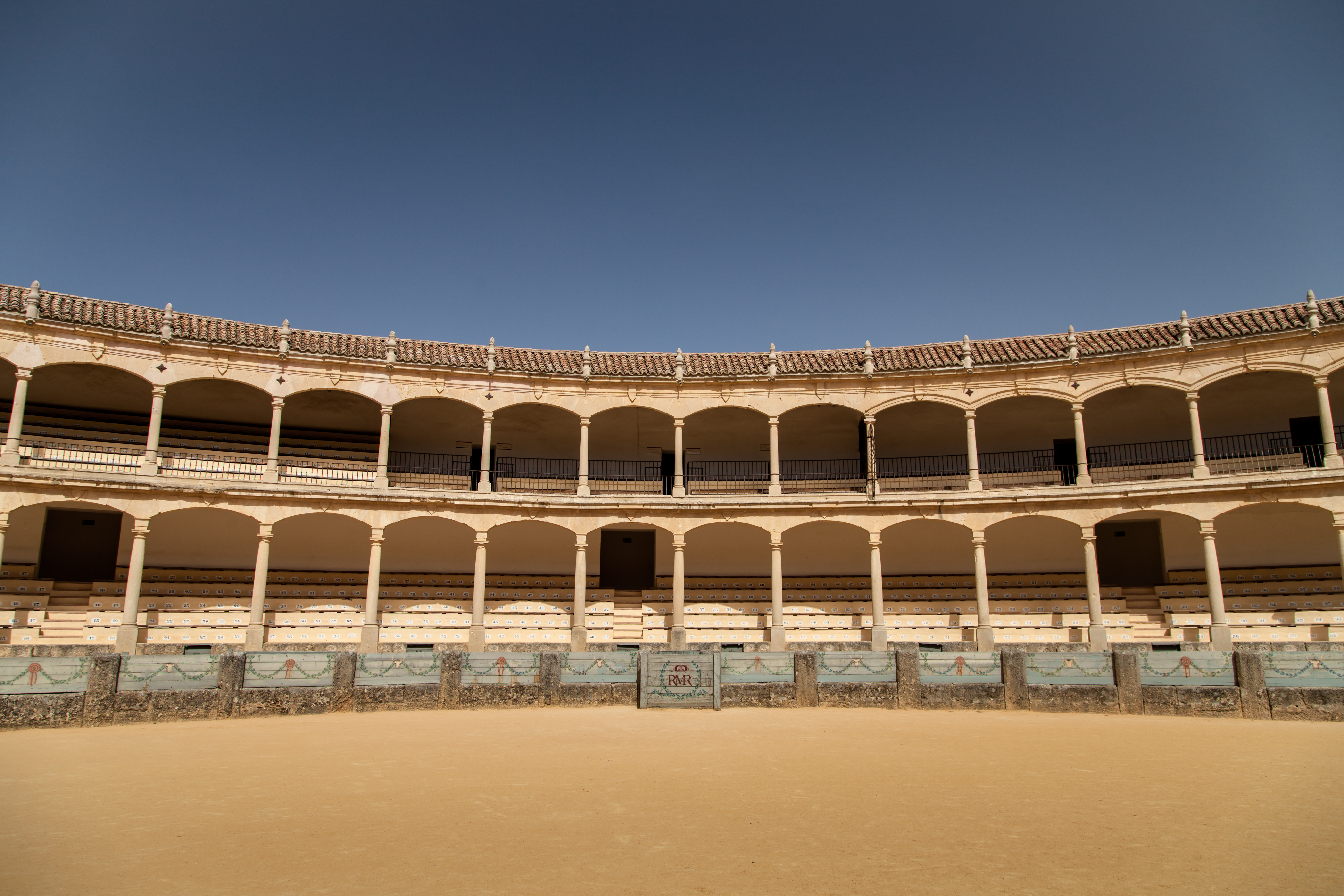
A Plaza de Toros de Ronda, ahol a bikaviadal jeleneteit forgatták

A dalhoz tartozó klipet Michael Haussman rendezte, melyet 1994 novemberében forgattak Rhondában, és a spanyolországi Antequera bikaviadal helyszínén. A videóban Madonna a brit divattervező John Galliano által tervezett klasszikus, szabott öltönyét viseli. A videóban a Madonna által viselt jelmezeket Liri Goldstein stylist készítette, aki megkapta a VH1 Fashion and Media díját a legjobb stílusú ruháért. További tervezők között volt Donatella Versace, és az akkor még ismeretlen Christian Louboutin is. Madonnára az 1940-es évek stílusa volt jellemző a szűk fűzővel, és selyemruhákkal, és a fekete fátyolos kalappal. A videó cselekménye a 40-es években játszódik, ahol Madonnát egy torreádor elhanyagolt szeretőjeként ábrázolja, akit a valós spanyol színész és torreádor Emilio Muñoz alakít. Madonna karaktere erotikus szívfájdalmakkal teli, ahogyan vágyik a torreádor jelenlétére. A klip forgatásakor az MTV-s Kurt Lodernek adott interjújában Madonna elmondta, hogy amikor a dalt írta, a dalt egy színész ihlette, de azt akarta, hogy a videóban szereplő férfi karakter egy matador legyen. Mert azt akarta, hogy a videó egy megszállott, tragikus szerelmi történetről szóljon, amely végül nem sikerül, és egy matador vizuálisan hatékonyabban fejezné ki a dal érzelmeit.
Madonna 1994. novemberében érkezett Rondába egy 60 fős személyzettel, és a város bikaviadal arénáit célozta meg. Kérését azonban a rondai Real Maestranza de Caballería (Rondai Királyi Lovas Testvériség) elutasította, mivel úgy gondolták, hogy Madonna az arénákat megszentségteleníti azzal, ha ott filmezik, ugyanis nevéhez akkoriban provokatív képsorok társultak. Ezenkívül Madonnának fel kellett hagynia a város tere körüli lövöldözéssel, mivel Antonio Ordóñez  ₧17 milliót (1994-ben ez 122.302 USD) követelt. Később tisztázták, hogy Madonnát ismeretlen erkölcsi okok miatt utasították el a Királyi Lovas Testvériség részéről, akik azzal vádolták a médiát, hogy az énekesnő nevében szabad nyilvánosságot hoznak létre. Az elutasítás vitákat váltott ki Rondában, ahol a politikai csoportok úgy vélték, hogy a videó felvételének engedélyezése nagy népszerűségnek örvendene a város számára. Madonna később engedélyt kapott, hogy Salvatierra márki palotájában lövöldözzön. A bikaviadal jeleneteit a Plaza de Toros de Rondán (The Toros Plaza of Ronda) forgatták, ahol Muñoz három harci bika mellett szerepelt. A színész 7 millió ₧ (1994-ben 50 360 USD) fizetést kapott a videóban való szerepléséért.
A klipet 1994. november 27-én mutatta be az MTV, és része volt a VH1 újraindító promóciós kampányának is, ahol a csatorna a 30 másodperces reklámokból álló triójában használta fel a videót "The New VH1" címmel. A reklámban egy pár egy régi vintage porschében volt látható, ahogy egy bankautomata előtt megálltak, ahol a férfi tranzakciót hajtott végre. Eközben a nő egy üzletben a VH1 csatornát nézi, mely a "Take a Bow"-t mutatja. Amikor a férfi visszamegy az autóhoz a nő eltűnik, és Madonna jelenik meg az autóban mellette, miközben a VH1 új szlogenjét mondja: "The new VH1... It'll suck you in". Abbey Konowitch a Marvevick Records munkatársa elmondása szerint az énekesnőnek hosszú múltja van az MTV-nél, és a VH1-nél, ezért szívesen vett részt a kampányban, amikor a VH1 elnöke, John Kykes felkérte a feladatra. A reklámfilm forgatásához a videón látható ruhákat különböző tervezőktől kellett bekérni. Madonnát a reklámban használt technika is lenyűgözte, a nő és önmaga együtt transzponálására.

### Fogadtatás
A videóban Madonna, a torreádor (Muñoz) és a városlakók láthatók, akik bikaviadalra készülnek, majd részt vesznek rajta. A videó második részében Madonna áll vagy ül egy szobában a televízió mellett, ahol felülről kerül megvilágításra, míg a harmadik felvonásban Madonna az ágyon fehérneműben látható, miközben Muñozt nézi a televízióban. A bikaviadalban a torreádor megöli a bikát, majd hazamegy, és fizikailag és érzelmileg bántalmazza Madonnát. A videó mondanivalója tekinthető a klasszicizmussal kapcsolatos kijelentésnek, feltételezve, hogy a torreádor fenyegetve és feldühödve érzi magát az arisztokrata állomás miatt, aminek következtében fizikailag bántalmazza, majd hidegen elhagyja őt.
A videoklip stílusát Pedro Almodóvar spanyol rendező 1986-os Matador című filmjéhez hasonlították, melyben Antonio Banderas volt a főszereplő.  Madonna azt kérte, hogy Haussman adjon spanyol témát a videónak, mert akkoriban Éva Perón szerepéért lobbizott az Evita filmváltozatában. Ezt követően elküldte a videó egy példányát Alan Parker rendezőnek, hogy meghallgatásra kerüljön a szerepe, majd végül elnyerte Perón szerepét. Madonna 1995-ös "You'll See" című kislemezéhez készült klip a "Take a Bow" című dal folytatásának tekinthető, mivel Madonna és Emilio Muñoz megismétlik szerepüket. A videóban Madonna karaktere rásétál Muñoz (a torreádor) karakterére, és kétségbeesetten maga mögött hagyja. Madonna karakterét ezután egy vonaton, majd repülőn láthatjuk, míg Muñoz karaktere hiába próbálja őt utolérni.
A videó heves vitát váltott ki az állatvédőkkel szemben, akik a bikaviadal dicsőítésével vádolták az énekesnő. Ausztráliában a Video Hits című zenei műsorban a klip lejátszásakor az képernyő alján folyamatos jelzés jelezte, hogy a műsor készítői nem támogatják a videóban bemutatott sportág dicsőítését, míg az ABC TV videós műsora a Rage egyáltalán nem volt hajlandó lejátszani a videót a G besorolású Top 50 műsoruk során. Madonna elnyerte a legjobb női videó díját az 1995ös MTV Video Music díjkiosztón a "Take a Bow" klipjéért. A legjobb videóművészeti rendezés díjára is jelölték, de elveszítette, mert Michael Jackson és Janet Jackson közös dala, a "Scream" nyert. A klip a 27. helyet érte el a VH1 "The 10 Sexiest Madonna Music Videos." című zenei listáján. A klip megtalálható a The Video Collection 93:99, és a Celebration: The Video Collection című kiadványokon is.

### Elemzés és hatása
Madonna néhány korábbi videoklipjéhez hasonlóan, mint a La Isla Bonita és a Like a Prayer című videókban, itt is nagy szerepet játszanak a vallásos képek. A Madonna Drowned Worlds
című könyv a katolikus képek videókban való felhasználását tárgyalja. A szerző Santiago Fouz-Hernández rámutat arra, hogy Madonna korábbi zenei videóival ellentétben a vallásos képek nagy része a torreádorhoz, nem pedig Madonnához kötődik, mivel a vallásos képek a bikaviadal rituáléjának erős részét képezik. További érvek között szerepelt, hogy a videóban Madonna felforgatja a hagyományos bikaviadalokban rejlő nemi struktúrát, és férfias szubjektivitást. Ezt a "matador elnőiesedésével és Madonna karakterének hangsúlyozásával", valamint Madonna "domináns tekintetével" érik el, miközben a matador előadását nézi.
Roger Beebe, a Medium Cool: Music Videos from Soundies to Cellphones egyik szerzője megjegyezte, hogy a klip egy példa arra, hogy "a zene, a kép és a dalszöveg hogyan rendelkezik saját időbeliséggel". Kifejtette továbbá, hogy a dal "kecses" jellege ellentétben áll a videó ismétlődő jeleneteivel, ami szerinte azt jelzi, hogy a főszereplő már régóta részt vesz a tevékenységekben, beleértve a "demoralizáló szexjeleneteket" is. A Madonna as Postmodern Myth című könyvben a szerző Georges-Claude Guilbert úgy érezte, hogy a videó "dacol a Marilyn Frye és Adrienne Rich feministákkal, akik a videóban az elmúló női alázatosság undorító példáját látják". Madonna erre a kritikára azzal válaszolt, hogy: "Nem hiszem, hogy bármely szervezet megszabhatná nekem, mit tehetek, és mit nem." Guilbert kitért a vallási ikonográfia használatára is, és megjegyezte a videóban a Szűzanya kétes ábrázolását. Kifejtette, hogy Madonna és a torreádor legtöbbször a televízió képernyőjén keresztül szeretkeznek, ami arra utal, hogy mindig meg kell őrizniük tisztaságukat.
Keith Jenkins az NPR Multimedia vezető producere elmondta a klipről, hogy "gazdag, érzékien keretezett szépia tónusaival" nem hagy sokat a képzeletre, inkább a képzeletté válik Madonna víziójával, mely belefúródik az agyba, felszabadítva az éber szemeket. Carol Vernallis, az Experiencing Music Video: Aesthetics and Cultural Context szerzője megjegyezte, hogy a videó jól példázza a dal szövegét. Tisztázva, hogy azok a jelenetek, ahol Madonna és Muñoz felöltözik, és kesztyűt húznak, a később megjelent történetre, és dalszövegekre mutatnak rá, miszerint:  "all the world loves a clown" (Az egész világ egy bohócot szeret). Ezen a vonalon a torreádor fergeteges arckifejezéssel látható, amit Vernallis a "birtoklás és hírnév történetének kezdeteként" vezet le a videóban. Vernallis számára nem volt világos, hogy a képek szó szerintiek-e, vagy képletesek a dalszövegre vonatkozóan, maradandó vonzalmat testesítve meg Madonna pszichéjének különálló részeként, vagy egy csoportos túlzó állításaiként. A szerző megjegyezte továbbá, hogy amikor Madonna megszúrja a kezét egy tűvel, még inkább kétértelművé teszi kapcsolatát a torreádorral. A video jelenetei és dallamai Puccini 1904-es Madame Butterfly című operájára emlékeztetnek, bár fordított cselekményvonallal. Azokban a jelenetekben, ahol Madonna egy zárt szobában, egyetlen villanykörtével látható, szintén Glenn Close karakterével hasonlították össze az 1987-es pszichológiai Thriller-ben, a Fatal Attractionban. Vernallis egyik megfigyelése a hatalmi harcról szólt, amikor Madonna fokozatosan veszített, és a vereséget a szoba egyik sarkába szorulva élte meg.
A "Take a Bow" videó adott ihletet Justin Timberlake 2006-os "SexyBack" című dalához készült klipjéhez. Timberlake elmondása szerint úgy döntött, hogy Michael Haussman rendezővel forgatja le a klipet, mert a "Take a Bow" az egyik kedvenc Madonna videója. Így emlékezett: "Még ma is emlékszem a látványra, a képekre, arra, hogyan örökítette meg őt. Sokszor úgy tűnik, hogy Madonna irányítja, és a videón sebezhetőnek tűnt. Minden úgy volt jó, ahogy láttam. Dave Meyers rendező szerint Britney Spears "Radar" című videoklipje egyfajta "tisztelgés" Madonna "Take a Bow" című videója előtt. Meyer amikor Spearsről, és a videóról beszélt kifejtette: "Egy olyan módot kerestünk, hogy elvigyük őt egy kortárs, előkelő környezetbe, és ezért hivatkoztam a "Take a Bow" klipjére. Britney korábban még soha nem csinált ilyesmit.

## Élő előadások

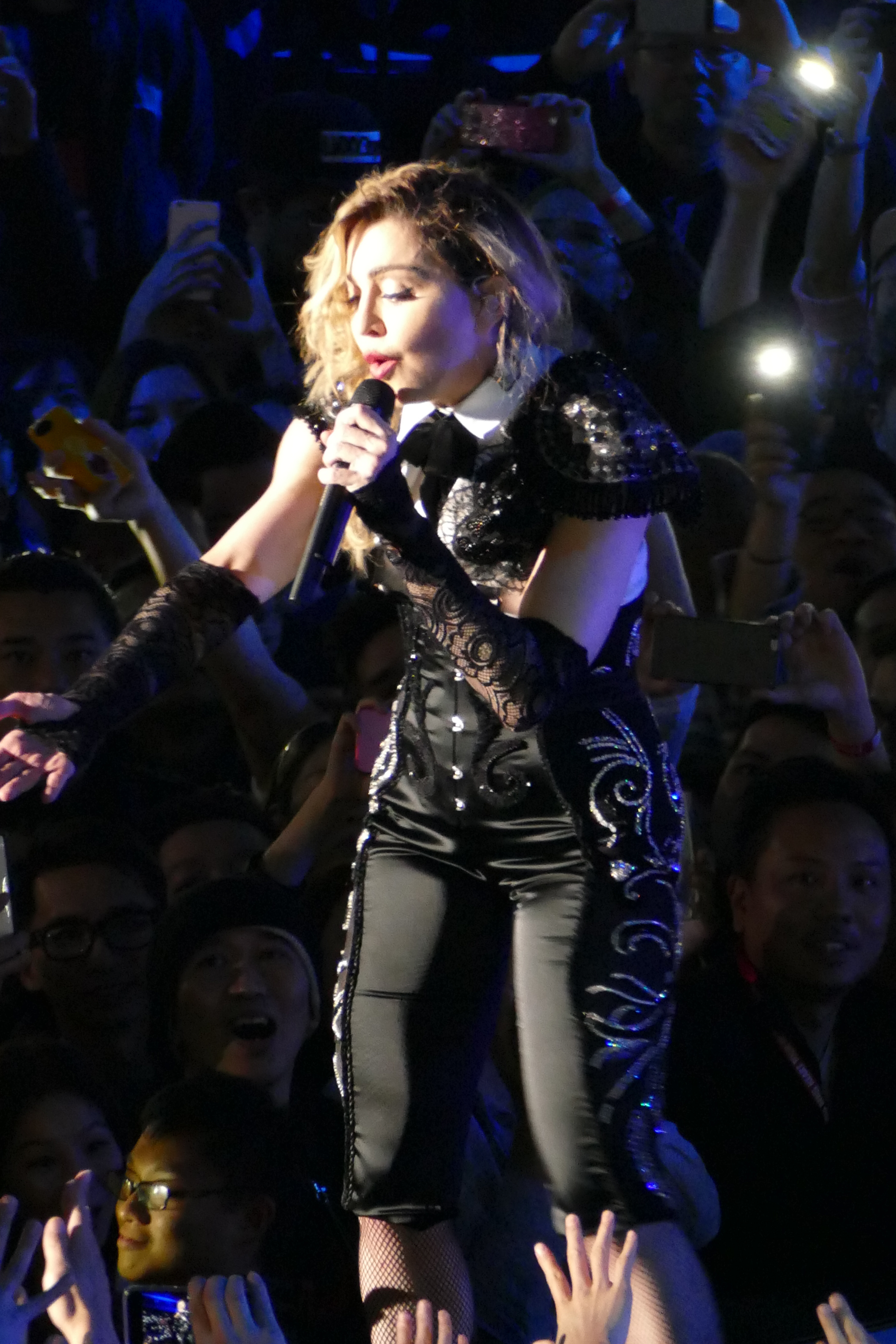
Madonna előadja a "Take a Bow"-t Taipei-ben a Rebel Heart turné részeként 2016. február 6-án

1995. január 30-án Madonna előadta a "Take a Bow"-t az 1995-ös American Music Awards díjkiosztón, ahol Babyface mellett teljes zenekari kíséret volt jelen. Babyface számára az előadás félelmetes volt számára: "Pokolian ideges voltam, de valójában nem lehetett látni, hogy remegnek a lábaim az öltöny alatt. Amikor vége lett az előadásnak Madonna azt mondta, hogy még soha nem volt ennyire ideges. Ez őrültség volt számomra. --  Arra gondoltam, hogy "Te vagy Madonna, és állandóan színpadon vagy!". 1995. február 18-án Madonna Európába érkezett, hogy népszerűsítse a Bedtime Stories című albumot. Ugyanezen a napon szerepelt a német Wetten, dass..? című tévéműsorban is, ahol előadta a "Secret" és a "Take a Bow" című dalokat. 1995. február 22-én Madonna és Babyface közösen előadták a dalt a Sanremo Zenei Fesztiválon Olaszországban. Az előadás végén olasz nyelven köszönetet mondott a közönségnek, és vastapsot kapott. Madonna próbálta a dalt a 2004-es Re-Invention Világturné részeként, azonban végül kikerült a játszási listából, így nem került bele a műsorba.
Madonna egészen 2016. február 4-ig nem adta elő a dalt egyetlen koncertkörútján sem, amikor is a Rebel Heart turné taipeji állomásán elénekelte a dalt. Az előadás után így kiáltott fel: "Mókás volt újra előadni. Megütöttem néhány rossz hangot, de jó érzés volt újra elénekelni". Az énekesnő ezt követően több városban is előadta a dalt az ázsiai és óceániai állomásokon. A dal élő előadása bónuszként szerepelt a Rebel Heart Tour (2017) japán kiadású DVD/Blu-ray kiadásán.. A dal akusztikus változatát Madonna egyetlen egyszer adta elő melbourne-i Madonna: Tears of a Clown" koncertjén.

## Feldolgozások, és felhasználás a médiában
- A dalt Sandy Lam hongkongi popénekes is felvette 1997-es angol nyelvű feldolgozásokkal teli "Wonderful World" (美妙世界) című albumára.
- A szerb popénekesnő Bebi Dol szerb nyelven adta elő a dalt, és adta ki "Pokloni se" címmel, 1995-ös Ritam srca című albumán.[77]
- A fülöp-szigeteki bossanova énekesnő Sitti dolgozta fel a dalt második albumára a My Bossanova címűre.
- A koreai Jaurim a The Youth Admiration című albumukon hallható a dal feldolgozása.
- Irisha Yearwood és Babyface 2007. szeptember 21-én adta elő a dalt a CMT Crossroads című műsorában.[78]
- Melissa Totten egy Hi-NRG feldolgoást készített a dalból a 2008-as Constant Crows című albumára.
- A "Take a Bow" a Friends első évadának utolsó "The One Where Rachel Finds Out" című epizódjában szerepelt, amikor Rachel kimegy a repülőtérre, és elmondja Rossnak, hogy tudja, hogy szerelmes belé.[79]
- A dalt felhasználták a Beverly Hills 90210 utolsó évadának promóciójában is.[80]

## Számlista
| - US 7" single 1. "Take a Bow" (Album Version) – 5:20 2. "Take a Bow" (Indasoul Mix) – 4:57 - Japán (Remixes CD single) 1. "Take a Bow" (Indasoul Mix) – 4:57 2. "Take a Bow" (Album Edit) – 4:31 3. "Take a Bow" (Silky Soul Mix) – 4:11 4. "Take a Bow" (Indasoul Instrumental) – 4:56 5. "Take a Bow" (Silky Soul Instrumental) – 4:11 6. "Take a Bow" (Album Instrumental) – 5:20 7. "Bedtime Story" (Album Edit) – 4:08 8. "Bedtime Story" (Junior Wet Dream Mix) – 8:33 - US / AUS maxi single 1. "Take a Bow" (Indasoul Mix) – 4:57 2. "Take a Bow" (Indasoul Instrumental) – 4:56 3. "Take a Bow" (Album Version) – 5:20 4. "Take a Bow" (Album Instrumental) – 5:20 5. "Take a Bow" (Silky Soul Mix) – 4:11 | - UK / AUS / EU CD single 1. "Take a Bow" (Edit) – 4:25 2. "Take a Bow" (Album Version) – 5:20 3. "Take a Bow" (Album Instrumental) – 5:20 - Digitális kislemez (2021) 1. "Take a Bow" (Edit) – 4:28 2. "Take a Bow" (Indasoul Edit) – 4:03 3. "Take a Bow" (Silky Soul Mix) – 4:11 4. "Take a Bow" (Indasoul Mix) – 4:58 5. "Take a Bow" (Album Version) – 5:21 6. "Take a Bow" (Indasoul Instrumental) – 4:58 7. "Take a Bow" (Silky Soul Instrumental) – 4:12 8. "Take a Bow" (Instrumental) – 5:21 |

## Slágerlista
| Slágerlista(1994–1995)                    | Legjobb helyezés |
| ----------------------------------------- | ---------------- |
| Ausztrália (ARIA)                         | 15               |
| Ausztria (Ö3 Austria Top 40)              | 22               |
| Belgium (Ultratop 50 Flanders)            | 19               |
| Brazil (ABPD)                             | 8                |
| Kanada Top Singles (RPM)                  | 1                |
| Kanada Adult Contemporary Tracks (RPM)    | 1                |
| Kanada (RPM) Dance/Urban                  | 13               |
| El Salvador (El Siglo de Torreón)         | 5                |
| Europe (European Hot 100 Singles)         | 17               |
| Europe Adult Contemporary (Music & Media) | 1                |
| Finland (Suomen virallinen lista)         | 3                |
| Franciaország (Single Top 100)            | 25               |
| Németország (Media Control Charts)        | 18               |
| Iceland (Íslenski Listinn Topp 40)        | 11               |
| Írország (IRMA)                           | 17               |
| Italy (Musica e dischi)                   | 2                |
| Hollandia (Top 40)                        | 34               |
| Hollandia (Single Top 100)                | 39               |
| Új-Zéland (Recorded Music NZ)             | 9                |
| Norvégia (VG-lista)                       | 13               |
| Panama (El Siglo de Torreón)              | 8                |
| Skócia (Scottish Singles Top 40)          | 14               |
| Svédország (Sverigetopplistan)            | 19               |
| Svájc (Schweizer Hitparade)               | 8                |
| Egyesült Királyság (UK Singles Chart)     | 16               |
| US Billboard Hot 100                      | 1                |
| US Adult Top 40 (Billboard)               | 35               |
| US Adult Contemporary (Billboard)         | 1                |
| US Hot R&B/Hip-Hop Songs (Billboard)      | 40               |
| US Mainstream Top 40 (Billboard)          | 1                |
| US Rhythmic (Billboard)                   | 4                |

| Slágerlista (1995)                | Helyezés |
| --------------------------------- | -------- |
| Canada Top Singles (RPM)          | 3        |
| Canada Adult Contemporary (RPM)   | 4        |
| Europe (European Hot 100 Singles) | 81       |
| Germany (Official German Charts)  | 73       |
| Netherlands (Dutch Top 40)        | 287      |
| Switzerland (Schweizer Hitparade) | 37       |
| US Billboard Hot 100              | 8        |
| US Adult Contemporary (Billboard) | 4        |
| US Cash Box Top 100 Singles       | 2        |

| Slágerlista (1990–1999) | Helyezés |
| ----------------------- | -------- |
| US Billboard Hot 100    | 24       |

| Slágerlista (1958–2018)      | Rang |
| ---------------------------- | ---- |
| US Billboard Hot 100         | 284  |
| US Billboard Hot 100 (Women) | 89   |